# Casa da Ínsua
La Casa da Ínsua o Solar dos Albuquerques es un palacio barroco portugués situado en la parroquia de Ínsua, municipio de Penalva do Castelo, distrito de Viseu. Desde 2015 funciona como Parador de Turismo, el primero de Portugal y el único situado fuera de España
Dispone de un palacio, utilizado como residencia de los propietarios (actualmente de uso hotelero), una capilla y varias instalaciones necesarias para el funcionamiento de la finca, como alojamiento para servicios y personal.
Los jardines se dividen en jardines formales y jardines ingleses, también hay un gran estanque y una terraza que conecta con la casa y los jardines.
La Casa da Ínsua, incluyendo todo el conjunto formado por los jardines, el patio, los lagos, las puertas y la parte norte de la finca, está clasificada como Propiedad de Interés Público desde 1984.

## Historia

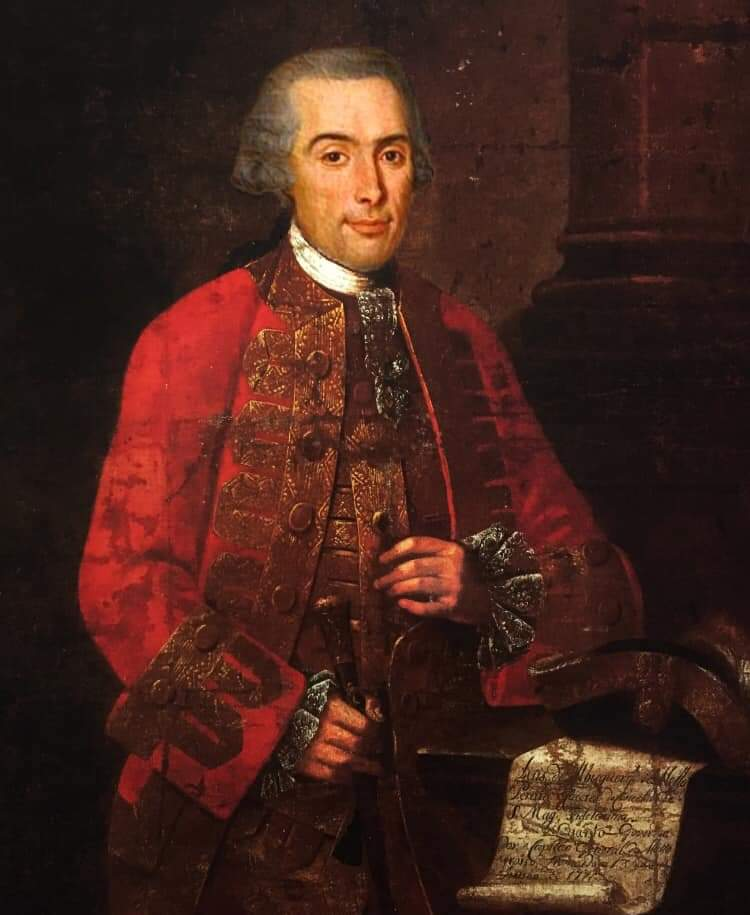
Luis de Alburquerque de Melo Pereira y Cáceres.

En este lugar existió una primera Casa da Ínsua, mandada levantar por João de Albuquerque e Castro, alcalde de Sabugal, de la que se conservan (aunque con modificaciones posteriores) la capilla y la terraza.
La casa que existe hoy fue construida en la segunda mitad del siglo XVIII por Luis de Alburquerque de Melo Pereira y Cáceres, capitán general de Mato Grosso y Cuibá (Brasil). Entregó el proyecto al arquitecto José Francisco de Paiva.
En la entrada de la casa quedan dos cañones marcados con los años 1776 y 1793 que fueron utilizados en la Batalla de Buçaco, durante las Invasiones Francesas.
En el siglo XIX, el palacio fue objeto de obras de mejora por parte del arquitecto italiano Nicola Bigaglia quien, además de diseñar la fuente del patio y las puertas de la finca, también adaptó la casa a las modernas comodidades y equipamientos que exigía el siglo de progreso.
En 1970 se produjo un incendio que consumió la vasta biblioteca acumulada por Luis de Albuquerque de Melo Pereira y Cáceres. Se perdió así una enorme cantidad de documentación relativa al Brasil del siglo XVIII.
Su sobrino nieto Vicente de Olazábal y Brito e Cunha, hijo de los Condes de Arbelaiz, en España, era heredero del citado João de Albuquerque.
Aunque todavía es propiedad de la familia, la casa es hoy un hotel de lujo operado por los Paradores de Turismo, siendo el primero de Portugal y el único situado fuera de España.

## Descripción

### Exterior

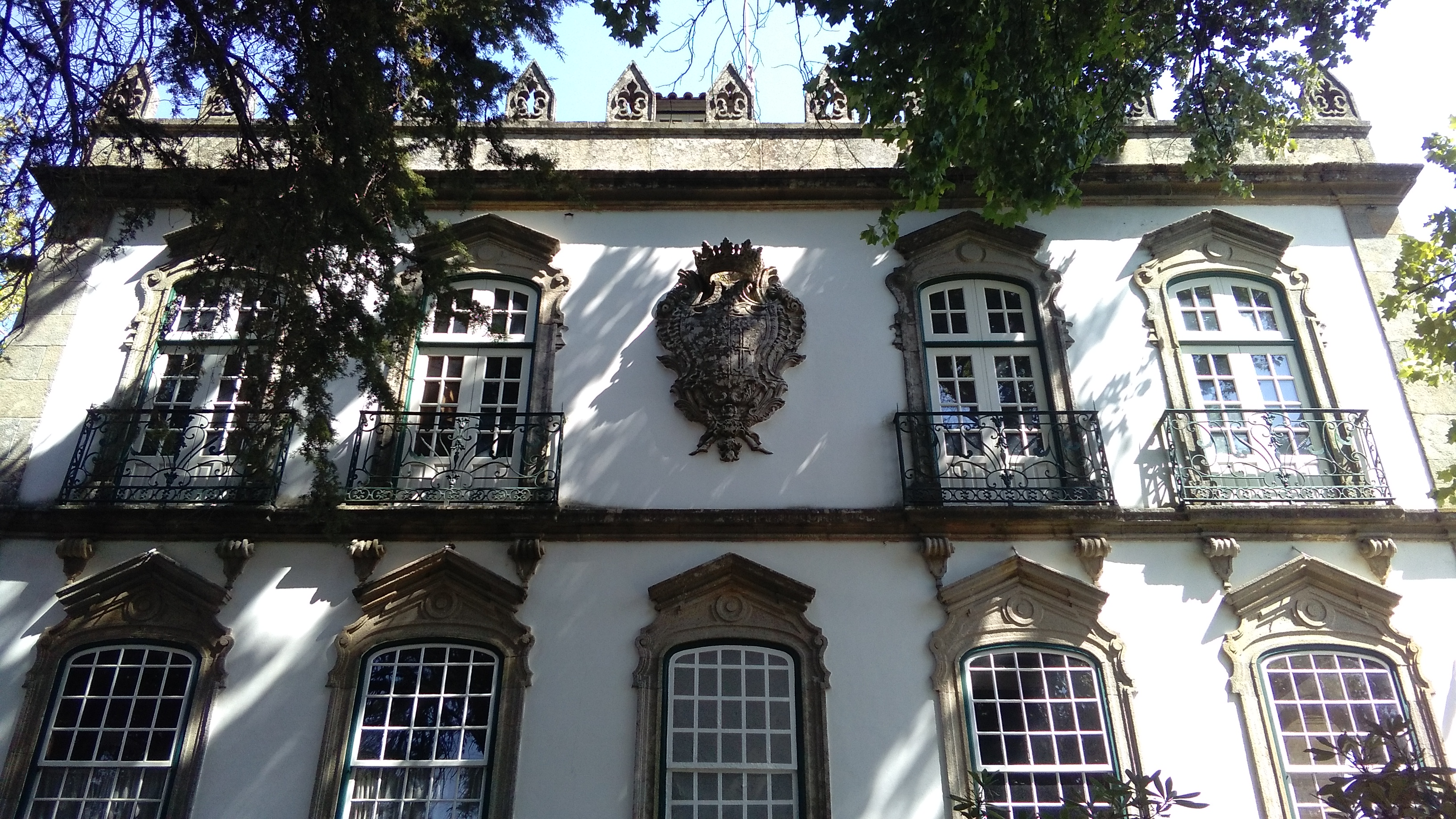
Torre norte con el escudo en la fachada.

El esquema arquitectónico de la Casa da Ínsua es tradicionalmente portugués, con un amplio edificio construido entre dos torres, que compone la fachada principal. Un frente oriental, donde la residencia se une a la capilla y las casas de servicio y personal para formar un patio, con la fuente de granito (diseñada por Bigaglia en 1849) en el centro.
El exterior es eminentemente barroco y muy similar al de otros señoríos portugueses de la misma época, distinguiéndose de ellos por las almenas pentagonales, puramente decorativas, rematadas con flores de lis, y también por los canalones en forma de cañón. Estos detalles arquitectónicos refuerzan la antigüedad de la casa y de la familia que la construyó, evocaciones románticas de la Edad Media.
La planta principal (especialmente en la fachada que da al jardín) cuenta con altos y elegantes ventanales enmarcados en cantería barroca y rococó. El piso superior de las torres tiene ventanas similares pero con rejas, detalles de hierro que se repiten en los balcones que dan al jardín, el de la torre sur luego sería cerrado.
En la fachada oeste encontramos el escudo de Albuquerque y Pereira, un escudo rocalla con escudo en picos, justo en el centro del piso superior del torreón.

### Interior
En su interior destaca el vestíbulo, marcado por una escalera de granito con volutas talladas, los techos pintados con las armas de los Albuquerque, Pereira, Melo y Cáceres, y también un amplio arsenal de armas indígenas y de caza, presumiblemente traídas por Luís. de Albuquerque de Melo Pereira y Cáceres durante su estancia en Brasil.
La Sala de Retratos alberga las pinturas de los señores de la Casa da Ínsua, en particular el retrato ecuestre de Francisco de Albuquerque e Castro, de Félix da Costa Meesen y el de Luis de Albuquerque de Melo Pereira y Cáceres.
Las habitaciones presentan un estilo típicamente portugués con artesonados de madera, sillares de teja y cortinas bordadas con el escudo familiar (elemento muy presente, tanto en el exterior como en el interior del edificio). También hay varios ejemplos de muebles asiáticos y piezas de maderas exóticas adquiridas por los señores de Ínsua en sus viajes y como símbolo de alto estatus.

Galería
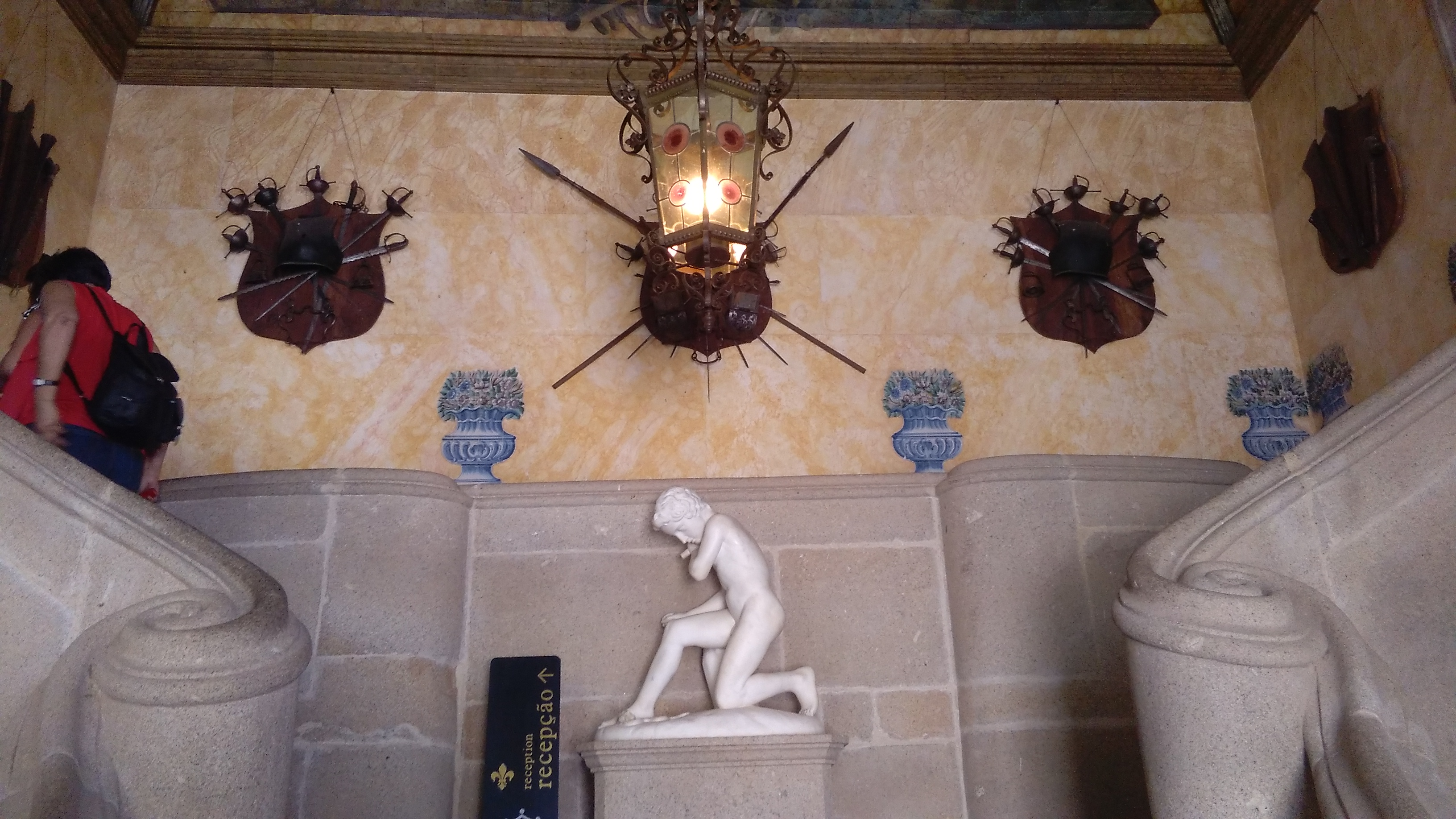
Vestíbulo
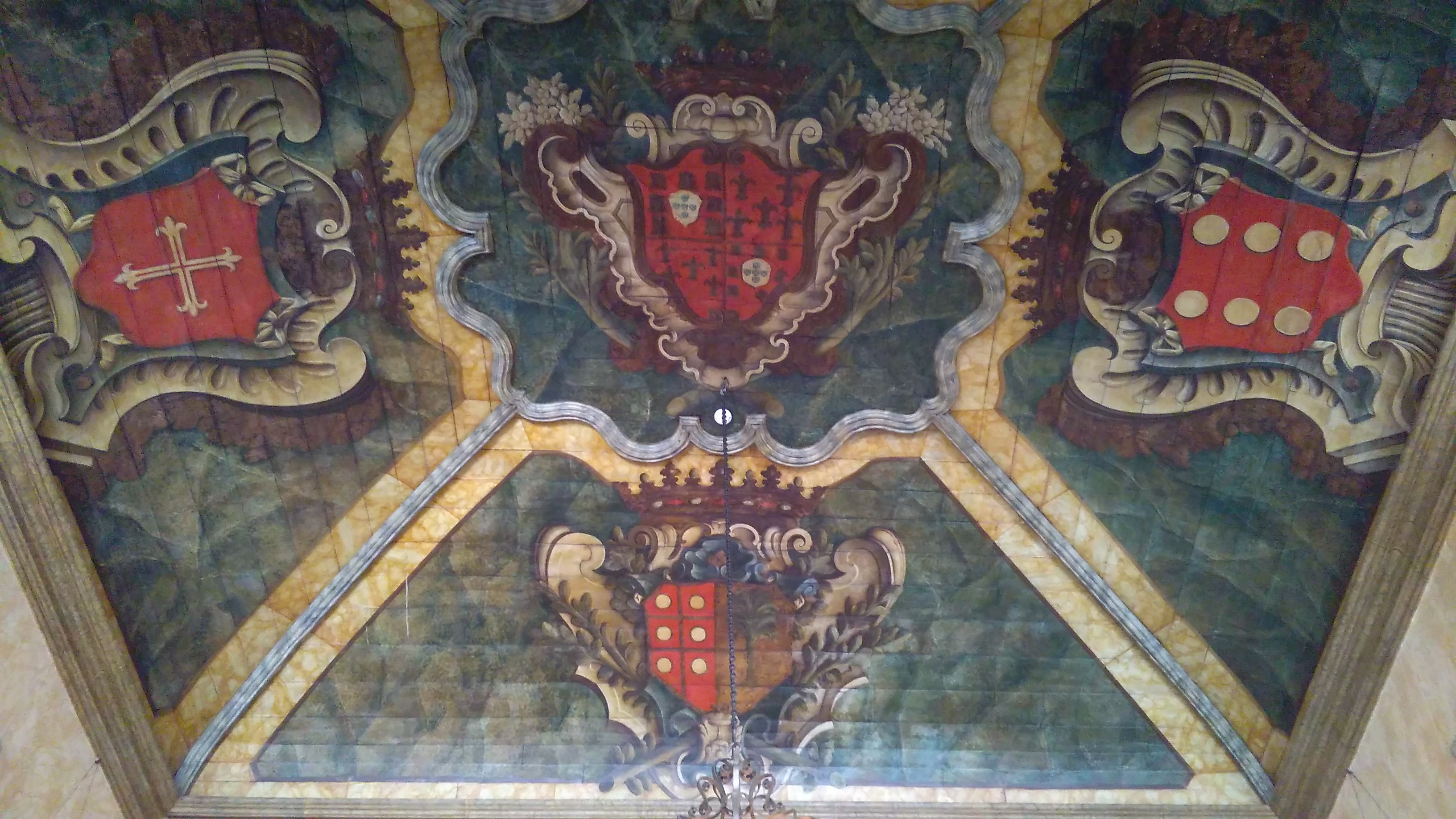
Techo del vestíbulo

## Capilla
La Capilla de Nossa Senhora da Conceição presenta el escudo de Albuquerque en el exterior, rematando la puerta, así como un campanario con cinco campanas superpuestas y una sexta en la parte superior (una rara combinación que se remonta a los orígenes de la capilla).
En el interior de la capilla, de una sola nave, encontramos azulejos, una cúpula pintada y un retablo policromado neoclásico realizado por Luigi Bastitini, del siglo XX.

## Jardines
La fachada principal de la casa (desde la que se pueden admirar tanto las torres como las ventanas de la planta principal) da al estanque de los cisnes y a los jardines de boj, que se distribuyen en dos terrazas. Los bojes, plantados en 1856, forman diseños armoniosos, desde el escudo de la casa hasta abanicos y cornucopias, coloreados por las camelias y rosales plantados a mediados del siglo XIX.
El estanque de agua alberga cisnes y flores de loto, lo que también ayuda a irrigar la propiedad y al funcionamiento de las distintas fuentes repartidas por ella.
El jardín inglés está formado por una zona de grandes árboles como secuoyas y árboles palo Brasil (traídas por Luis de Albuquerque), un eucalipto de más de 50 metros de altura y cedros del Líbano. En el jardín también se encuentra la “Fonte dos Meninos”, creada por Nicola Bigaglia.

Galería
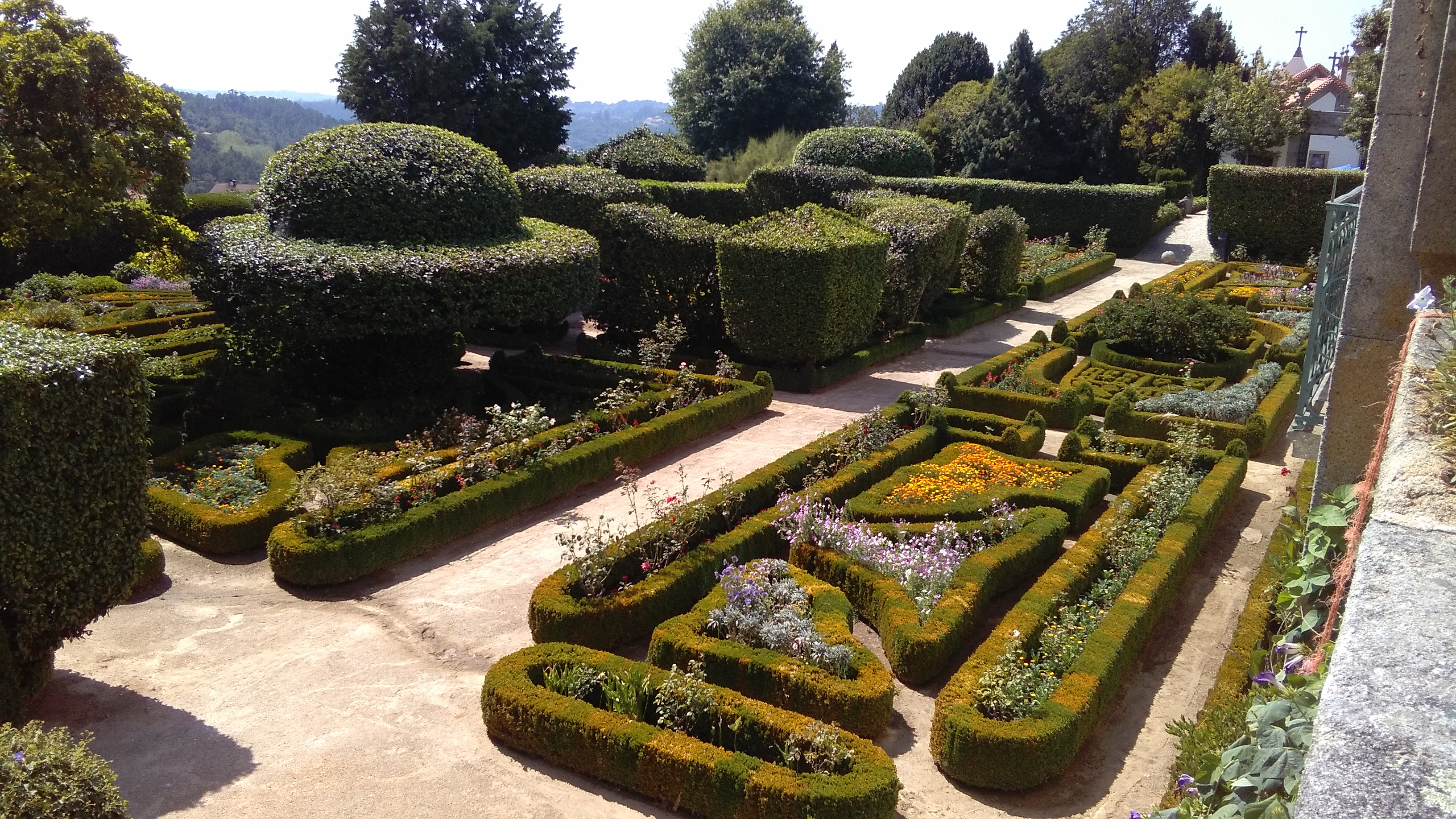
Jardines de Boj
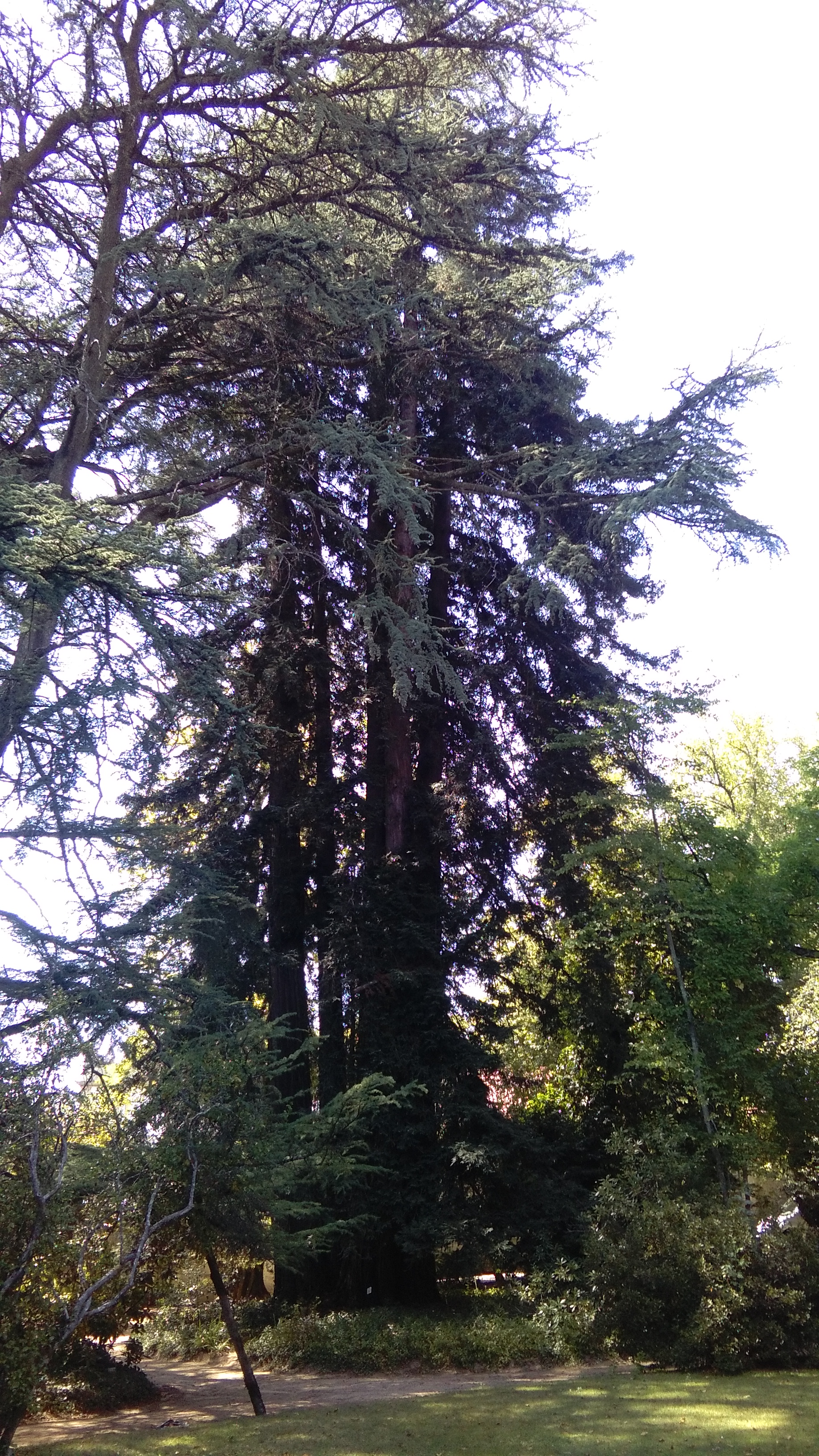
Cedro del Líbano en el Jardín inglés
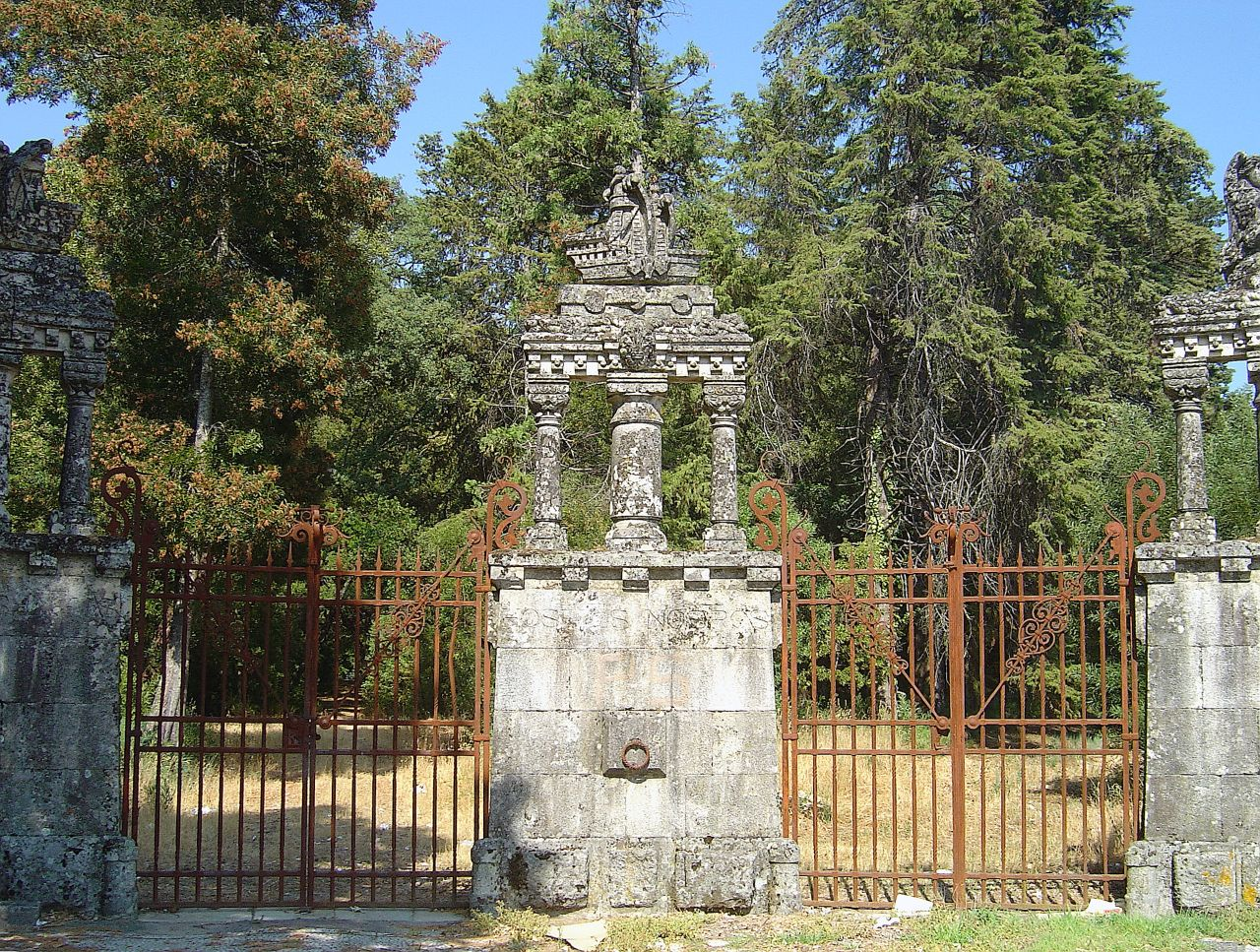
Portones de la finca diseñados por Bigaglia